# Герасимович Микола
Мико́ла Герасимо́вич (нар. 29 травня 1843, Львів — 1917, Відень) — посол Галицького сейму, президент сенату найвищого касаційного трибуналу Австро-Угорщини.

## Життєпис
Походив з сім'ї секретаря Львівського магістрату. Навчався у Віденській духовній семінарії (1863/4), пізніше перейшов навчатися до Львівського університету. Одним з перших склав іспити українською (руською) мовою (1868).
З 1873 року помічник судді в Калуші, з 1876 — у Львові. З 1883-го повітовий суддя в Куликові, депутат Жовківської повітової ради (1885/7). З 1887 року — у Миколаєві-над-Дністром: почесний громадянин міста, його обирали депутатом Жидачівської повітової ради. З 1894 — радник Крайового суду у Львові, потім — начальник І-ї секції «місько-делєґованого суду». Москвофіл, з 1876 член Ставропігійського інституту, з 1882 — Народного Дому. Посол до Галицького сейму (1889—1895, від IV курії в окрузі Жидачів; спочатку входив до складу «Руського клубу», з якого вийшов 1892 року, у 1894/1895 роках — член «Клубу староруської партії»).